# Pukawa
Pukawa (en maori de Nouvelle-Zélande : Pūkawa) est un canton de la rive sud du lac Taupo sur l'île du Nord en Nouvelle-Zélande. La baie adjacente porte aussi le même nom.

## Géographie
Pukawa se trouve à la sortie de la State Highway 41 entre Turangi (en) et Taumarunui, dans le district de Taupo et la région de Waikato. 

## Histoire
Thomas Samuel Grace fonde en 1853 la mission de Pukawa et essaie d'élaborer des traités de paix entre les guerriers Maoris.
Pōtatau Te Wherowhero est officiellement choisi comme roi par une conférence des chefs des tribus maories tenue à Pukawa en avril 1857 et est couronné lors de cérémonies tenues dans son marae à Ngāruawāhia (en) en avril 1858.
En 1906, Ngāti Tūwharetoa (en) et la Tongariro Timber Company concluent un accord pour la construction d'une ligne de chemin de fer de 40 milles entre Kakahi (sur la ligne principale) et Pukawa. Cette ligne n'est jamais achevée.
Pukawa est le hapu de Ngāti Tūwharetoa, qui a établi le marae de Pūkawa et Manunui, une maison de réunion de Ruakapanga en novembre 2006,. La cérémonie d'ouverture est suivie par Tuheitia Paki, le roi maori.